# 妄想族 (アダルトビデオ)
妄想族（もうそうぞく）は、アダルトビデオメーカーグループである。

## 概要
多数のメーカーが集まったグループ体である。キャッチコピーは「あなたのモヤモヤに「どストライク！」参加メーカー、対応ジャンル、作品数すべてNo.1！！」
当初は大きく3つ（妄想族・妄想族BLACK LABEL・妄想族インターナショナル）に分かれていたが、2012年8月31日より上記3つと五右衛門グループが統合した。さらに、2014年4月10日に東京マニGUN'SとHERO、9月12日に美人魔女、10月17日にエマニエルと、他のグループ系メーカーとも統合。2016年3月時点で、グループ内は計253メーカーとなっている。
2019年8月25日発売された『ボーイッシュで男友達みたいな彼女は隠れ巨乳でした！ 飲み会とかで盛り上げてくれる面白い女子を半泣きアクメに追い込んだ！』（発売：ブロッコリー/妄想族）が2019年もっとも売れた年間ビデオランキング1位作品となる。
2022年6月27日週FANZA動画フロアランキングにおいて、2021年6月26日発売の『ホイホイぱんち 12 素人ホイホイZ・個人撮影・マッチングアプリ・ハメ撮り・素人・SNS・裏アカ・顔射・美乳・清楚・美人・スレンダー・ほろ酔い・性欲が強い・ご奉仕SEX・性欲モンスター』（発売：素人ホイホイ/妄想族、出演：中野真子、東條なつ、月乃ルナ、姫川ゆうな）が1位を記録した。
2022年12月5日週FANZA動画フロアランキングにおいて、『もはや神袋！かぐや姫Ptの人気作品厳選したからとりあえずこれ買っとけば間違いなしコレクション32時間』（発売：かぐや姫Pt/妄想族、出演：松本いちか、高瀬りな、丘えりな、森日向子、木下ひまり、白城リサほか）が1位を記録。
2023年5月15日週FANZA動画フロアランキングにおいて、『【祝春ギフト】【福袋】超絶大ヒット人気タイトル厳選ノーカット収録!15作品で35時間!まるごと2130分大収録!乳首びんびんどすけべ痴女BEST!!』（発売：かつお物産/妄想族）が1位を記録。同作は同年8月14日週、9月4日週にも1位浮上するなどロングヒットとなった。
2023年7月10日週FANZA動画フロアランキングにて、2022年発売の『ホイホイぱんち 23 素人ホイホイZ・個人撮影・美少女・マッチングアプリ・ハメ撮り・素人・SNS・裏アカ・顔射・巨乳・スレンダー・2発射』（発売：素人ホイホイ/妄想族）が1位を記録。

## 主な内部メーカー

### 妄想族
- アートビデオSM（2010年6月 -)
- 1113工房（2016年4月 - ）
- F-FACTORY（2014年6月 - ）
- ABC（2008年12月 - ）[10] - ロゴには「ART BODY COLLECTION」とある。
- ゑびすさん（2011年1月 - ）
- かぐや姫Pt（2017年5月 - ）
- かつお物産（2016年4月 - ）
- 姦乱者（2012年5月 - ）
- キチックス（2011年8月 - ）
- ケチャラパチャラ（2021年10月 - 2024年6月） - 人妻でありフリー女性AV監督「野崎あんにん」を中心に手掛けているAVメーカー。
- ゴールド（2011年11月 - ） - 六本木のキャバクラ「レッドドラゴン」とコラボしているAVメーカー。
- 素人ホイホイ (2018年9月 -)
- CP田園 (2020年11月 - 2022年5月)    - コンピューター園田監督によるドキュメンタリー・ハメ撮り。
- SEX Agent（2014年11月 - ）
- チェリーズれぼ（2016年6月 -） - 巨乳もの。
- チキチキカマー（2015年11月 -）
- ティーチャー（2017年7月 -）
- DIVA（2009年10月 -） - 世界各国の外国人美女を相手にしたAV。
- ハイカラ（2015年4月 - ） - アメリカを中心とした洋物作品。
- バミューダ（2015年4月 -）
- パコパコ団とゆかいな仲間たち(2017年2月 -)
- P-PROJECT(2014年5月 -)
- ブロッコリー(2011年6月 -)
- まるかあの(2024年3月 -) - ささきうずまき監督のAV。
- 山と空(2013年8月 - )

### エマニエル
- 香澄企画/エマニエル（2009年6月 - 2018年6月）
- KSB企画/エマニエル（2015年12月 - ）
- 熟女塾/エマニエル（2011年3月 - ）
- 美人魔女/エマニエル （2013年12月 -)
- フォーディメンション/エマニエル (FD、2009年2月 - ）
- 婦人社/エマニエル（2013年12月 - 2024年4月)
- プレミアム熟女/エマニエル（2018年9月 - )
- ミセスの素顔/エマニエル（2014年5月 - )

### 過去
- ぽちゃぷり（2011年8月 - 2013年6月）[11]
- ALL（2011年2月 - 2014年7月）
- ROUGE PLANET（2010年12月 - 2015年3月）
- 桃源郷（2010年10月 - 2012年9月）
- ゴールドエンペラー （2010年3月 - 2015年9月）
- エンペラー （2009年7月 - 2019年12月）
- 趣向+（2008年10月 - 2014年4月）
- 竜宮城（2008年7月 - 2010年11月）[12]
- VALDEe（2007年6月 - 2014年4月）
- CROSS（2005年11月 - 2015年5月）

- 熟女JAPAN（2012年11月 - 2016年4月）
- 黒羊（2011年12月 - 2018年5月）
- FETISH BOX（2010年9月 - 2016年4月）
- Close Market AAV（2009年7月 - 2016年2月）[13]
- 無言（2009年7月 - 2016年4月）
- style art（2006年4月 - 2015年12月）[14]
- 赤ほたるいか（2011年1月 - 2016年3月）- 緊縛が多い。
- 青鬼（2013年 - 2017年） - 「裏メシ屋」というエロホラー専門レーベルをだしていた。
- 幼獄LiTE（2011年1月 - 2017年2月）
- 熟ドラ/エマニエル（2009年2月 - 2017年3月）
- 色眼鏡（2010年11月 - 2019年2月）
- ボンボンチェリー（2010年7月 - 2019年9月）- 本物素人の超乳を基本として100本以上の作品。
- ぽかぽか（2019年8月 - 2020年2月)
- 滝山ポリエステル（2019年6月 - 2021年8月）

## 掲載雑誌
- 月刊DMM[15][16]